# Lễ Hân hoan Bạch kim của Elizabeth II
Lễ Hân hoan Bạch kim của Elizabeth II là một buổi lễ toàn cầu vào năm 2022 để đánh dấu 70 năm ngày Nữ vương Elizabeth II lên ngôi vào ngày 6 tháng Hai năm 1952. Nó đã được tổ chức vào năm cuối cùng bà trị vì trước khi bà chết vào ngày 8 tháng Chín năm 2022.
Tại Vương quốc Anh đã có thêm một ngày nghỉ lễ ngân hàng vào ngày 3 tháng Sáu và ngày lễ ngân hàng thông thường vào mùa Xuân sẽ được chuyển từ cuối tháng Năm sang đầu tháng Sáu, để tạo ra một kỳ nghỉ Lễ Hân hoan ngân hàng kéo dài bốn ngày vào cuối tuần từ thứ Năm ngày 2 tháng Sáu đến Chủ nhật ngày 5 tháng Sáu. Đây là lần đầu tiên quân vương trong Lịch sử Anh ăn mừng lễ bạch kim, và là trường hợp tương tự trong lịch sử của các quốc gia Khối thịnh vượng chung khác. Nhiều chính phủ của các quốc gia khác nhau đã thông báo tổ chức những hoạt động để kỷ niệm lễ hân hoan—bao gồm Úc, Canada, New Zealand, Papua New Guinea, và Vương quốc Anh, và các lãnh thổ như Quần đảo Cayman và Gibraltar, và những hoạt động liên hoan cũng được tổ chức ở những quốc gia thành viên của Khối thịnh vượng chung khác, như Gambia, Malaysia, Malta, Pakistan, và Samoa. Những nhà lãnh đạo trên khắp thế giới, bao gồm Trung Quốc, Pháp, Đức, Israel, và Hoa Kỳ, đã gửi điện chúc mừng Nữ vương đã đạt đến cột mốc này.
Tem kỷ niệm và tiền xu được phát hành bởi một số quốc gia thuộc Khối thịnh vượng chung và lần đầu tiên đèn hiệu được thắp sáng ở mọi thủ đô của Khối thịnh vượng chung. Ở nhiều nơi, cây đã được trồng để tôn vinh Nữ vương.

## Ngày Lên Ngôi năm 2022
Nữ hoàng Elizabeth Đệ Nhị, 2022
Lễ Hân hoan đã đánh dấu kỷ niệm 70 năm ngày Nữ vương Elizabeth II lên ngôi vào ngày 6 tháng Hai năm 1952.
Trong thông điệp Ngày Lên ngôi của mình, Nữ vương nói rằng bà hy vọng Hân hoan Bạch kim sẽ gắn kết các gia đình và bạn bè, hàng xóm và cộng đồng lại với nhau. Bà nói rằng Hân hoan "dành cho tôi một thời gian để suy ngẫm về thiện chí mà mọi người thuộc mọi quốc tịch, tín ngưỡng và lứa tuổi ở đất nước này và trên khắp thế giới thể hiện với tôi trong những năm qua". Bà cảm ơn sự ủng hộ, lòng trung thành và tình cảm của mọi người, đồng thời ký tên vào thông điệp "Người Phục vụ của Các bạn".
Hình ảnh và cảnh quay của Nữ vương làm việc từ những chiếc hộp màu đỏ của mình tại Sandringham House đã được phát hành để đánh dấu Ngày Lên ngôi. Thân vương xứ Wales đương thời đã đưa ra một tuyên bố, trong đó ông nói rằng sự tận tâm của Nữ vương đối với niềm hạnh phúc của tất cả người dân của bà đã truyền cảm hứng cho sự ngưỡng mộ ngày càng nhiều hơn sau mỗi năm trôi qua.
Những lời tri ân và thông điệp chúc mừng đến từ các nhà lãnh đạo trên toàn thế giới, bao gồm Tổng thống Mỹ Joe Biden, Chủ tịch Trung Quốc Tập Cận Bình, Thủ tướng Đức Olaf Scholz, Vua Carl XVI Gustaf của Thụy Điển, Vua Harald V của Na Uy, Quốc vương Vajiralongkorn của Thái Lan, Tổng thống UAE Sheikh Khalifa, Tổng thống Israel Isaac Herzog, và Chủ tịch nước Việt Nam Nguyễn Xuân Phúc.

## Những buổi lễ trên khắp Khối Thịnh vượng chung
Các kế hoạch tổ chức lễ kỷ niệm đã được Cung điện Buckingham công bố vào ngày 10 tháng Một năm 2022.

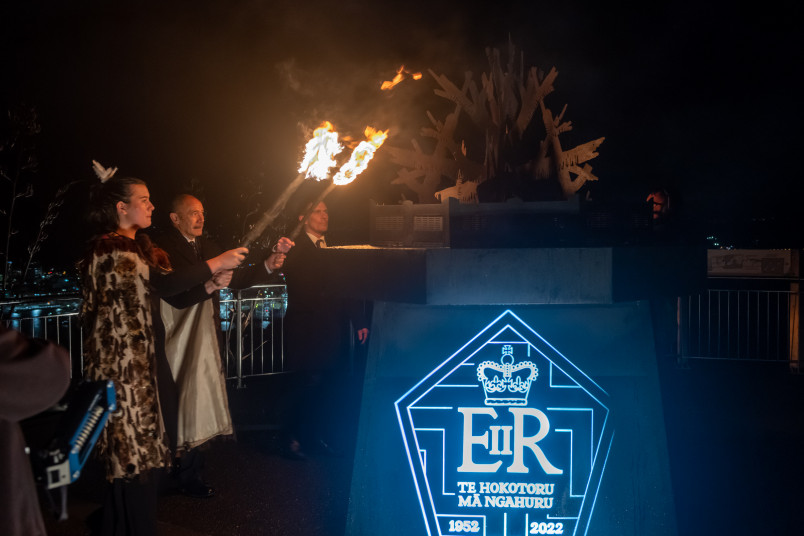
Đèn hiệu Hân hoan được thắp ở New Zealand

Lần đầu tiên, đèn hiệu lễ hân hoan được thắp sáng ở mọi thủ đô của mọi quốc gia thuộc Khối thịnh vượng chung.
Xưởng Đúc tiền Hoàng gia và Xưởng Đúc tiền Hoàng gia Canada đã hợp tác cùng nhau để tạo ra một bộ có hai đồng xu; mỗi xưởng đúc thiết kế một đồng xu cho bộ này. Đồng xu bạc do Xưởng Đúc tiền Hoàng gia thiết kế có hình chân dung Nữ vương cưỡi ngựa ở mặt sau và áo choàng hoàng gia ở mặt trước. Đồng xu bạc do Xưởng Đúc tiền Hoàng gia Canada thiết kế có thiết kế ở mặt sau mô tả Nữ vương vào năm 1952, trong khi mặt trước có hình nộm Nữ vương được sử dụng trên những đồng xu ở Canada từ năm 2003.

### Úc
Nữ vương Elizabeth II là quốc vương Úc đầu tiên ăn mừng lễ hân hoan bạch kim. Một loạt các sự kiện quốc gia và cộng đồng sẽ được tổ chức tại Úc. "Chúng tôi có kế hoạch tổ chức một loạt các sự kiện trùng với những ngày quan trọng trong suốt năm 2022, để thể hiện sự tôn trọng và đánh giá cao của chúng tôi đối với bảy thập kỷ phục vụ", Thủ tướng Scott Morrison nói. Các sự kiện kỷ niệm ở Úc sẽ được công bố xuyên suốt năm.
Bộ Nông nghiệp, Nước và Môi trường Úc đã đưa ra chiến dịch trồng cây giống Vương Quốc Anh. Chính phủ Úc sẽ cung cấp khoản tài trợ lên đến 15,1 triệu đô la Úc vào năm 2022 cho các nhóm và tổ chức đủ điều kiện cho các sự kiện cộng đồng trồng cây.
Người dân Úc có thể gửi thông điệp cá nhân chúc mừng và cảm ơn tới Nữ vương trên trang mạng Hân hoan Bạch kim của Chính phủ Úc từ ngày 2 đến ngày 16 tháng Sáu năm 2022. Các thông điệp sẽ được tổng hợp và gửi đến Cung điện Buckingham và được lưu trữ bởi Thịnh vượng chung Australia.

#### Biểu tượng

Biểu tượng Lễ Hân hoan Bạch kim ở Úc

Biểu tượng Hân hoan Bạch kim của Úc được Chính phủ Úc công bố vào tháng Ba năm 2022. Biểu tượng có thể được sử dụng cho các sự kiện chính thức và được công nhận ở Úc để kỷ niệm Lễ Hân hoan. Thiết kế là sự thể hiện cách điệu của chiếc Trâm Cây Keo Chia nhánh của Nữ vương, được tặng cho Nữ vương trong chuyến thăm đầu tiên của bà đến Úc vào năm 1954. Biểu tượng có ba màu—bạch kim, vàng và tím. Màu bạch kim tượng trưng cho 70 năm trên ngai vàng của Nữ vương, và màu tím tượng trưng cho hoàng gia. Màu vàng được lấy từ cây keo vàng, biểu tượng quốc hoa của Úc. Phông chữ được sử dụng là Perpetua, có nghĩa là 'mãi mãi', thừa nhận rằng Nữ vương là quốc vương "bạch kim đầu tiên" của Úc.

#### Những sự kiện Ngày Lên ngôi
Vào ngày 6 tháng Hai, các tòa nhà, dinh thự của thái phó và đài kỷ niệm trên khắp nước Úc được thắp sáng bằng màu tím hoàng gia. Các tuyên bố được đưa ra bởi Morrison và Toàn quyền David Hurley. Các thống đốc của các bang của Úc cũng gửi nhiều lời tri ân.
Các nghi lễ Ngày Lên ngôi được tổ chức tại các nhà thờ trên khắp nước Úc. Tại Canberra, Lễ hội Evensong được tổ chức tại Nhà thờ St Paul, Manuka, với sự tham dự của toàn quyền Úc. Một số thống đốc bang cũng tham dự các buổi lễ của Choral Evensong, bao gồm thống đốc bang New South Wales tại Nhà thờ St James, Sydney, thống đốc Tasmania tại nhà thờ St David, Hobart, thống đốc bang Victoria tại Nhà thờ Thánh Paul, Melbourne, thống đốc Tây Úc tại Nhà thờ St George, Perth, và thống đốc Nam Úc tại Nhà thờ Anh giáo St Paul, Port Adelaide. Sự kiện sau đó cũng có sự tham dự của thủ tướng Nam Úc.
Choral Evensong và các buổi lễ kỷ niệm tại nhà thờ cũng được tổ chức ở một số nhà thờ khác ở Úc, bao gồm Nhà thờ Anh giáo All Saints ở St Kilda, Victoria, Nhà thờ Công giáo Thánh Bridgid ở Cowwarr, Nhà thờ Thánh John ở Melbourne, và Nhà thờ Thánh John ở Brisbane. Tại New South Wales, các buổi lễ kỷ niệm cũng được tổ chức tại Nhà thờ St Andrew, Nhà thờ Anh giáo Thánh Paul, Burwood, và Nhà thờ Giê-su Thánh Laurence.

### Vương Quốc Anh
Đây là lần đầu tiên bất kỳ quốc vương Anh nào tổ chức lễ hân hoan bạch kim.
Sẽ có thêm một ngày nghỉ lễ ngân hàng và ngày lễ ngân hàng thông thường vào mùa Xuân sẽ được chuyển từ cuối tháng Năm sang đầu tháng Sáu, để tạo ra một kỳ nghỉ Lễ Hân hoan ngân hàng kéo dài bốn ngày vào cuối tuần từ thứ Năm ngày 2 tháng Sáu đến Chủ nhật ngày 5 tháng Sáu. Chính phủ Anh đã hứa hẹn về một "buổi biểu diễn chỉ có một lần trong cả thế hệ" sẽ "kết hợp những gì tuyệt vời nhất của sự lộng lẫy và trang hoàng của nghi lễ của Anh với những màn trình diễn nghệ thuật và công nghệ tiên tiến". Ngoài ra, Rishi Sunak, Đại pháp quan Bộ Tài chính Anh, đã công bố trong ngân sách tháng Ba năm 2021 rằng 28 triệu bảng Anh sẽ được phân bổ để tài trợ cho các Lễ Hân hoan Năm Bạch kim của Nữ vương vào năm 2022.
Lễ Hân hoan dự kiến sẽ mang lại thêm 1,2 tỷ bảng Anh cho nền kinh tế Vương quốc Anh.

#### Biểu tượng

Biểu tượng Hân hoan Bạch kim tại Vương Quốc Anh

Biểu tượng cho Lễ Hân Hoan Bạch Kim được công bố vào tháng Tám năm 2021, sau một cuộc thi với giám khảo là các chuyên gia trong ngành. Thiết kế chiến thắng được tạo ra bởi sinh viên thiết kế đồ họa 19 tuổi Edward Roberts đến từ Nottinghamshire. Roberts nói vào thời điểm đó: "Thật là một cảm giác tuyệt vời khi tôi giành chiến thắng [cuộc thi đó], tôi không thể tin rằng mình đã thực sự thắng nó. Tôi nghĩ rằng tôi đã đạt được [thành tích] gì đó bằng cách lọt vào tốp 100 rồi nên khi giành chiến thắng thì tôi vui hết chỗ nói."
Màu tím hoàng gia được sử dụng trong biểu tượng gần giống với màu tím trong Áo choàng của Nữ vương, được bà mặc tại Lễ Đăng quang năm 1953. Một vạch bạch kim không đứt quãng trong hình Vương miện của Thánh Edward có số "70" trên đỉnh Vương miện, biểu thị 70 năm trị vì của Nữ vương và Hân hoan Bạch kim của bà. Roberts đã bao gồm một vòng tròn bao quanh Vương miện, để tạo ra ấn tượng về con dấu hoàng gia. Phông chữ của biểu tượng là Perpetua, có nghĩa là "mãi mãi", và giống với kiểu phông chữ xuất hiện trên Lễ đăng quang của Nữ vương vào năm 1953.

#### Vòm Lục của Nữ vương
Chiến dịch Vòm Lục của Nữ vương được phát động vào tháng Năm năm 2021. Chiến dịch mời gọi người dân từ Vương quốc Anh trồng một cây để làm cho môi trường địa phương trở nên xanh hơn, và coi đó như một "món quà đặc biệt" dành cho Nữ vương. Trong một tuyên bố, Thủ tướng Vương quốc Anh Boris Johnson cho biết, "Khi chúng ta kỷ niệm 70 năm phục vụ đáng kinh ngạc của Nữ vương, tôi khuyến khích mọi người ủng hộ kế hoạch này và đi 'Trồng một cây cho Năm Hân hoan'." Đến tháng Ba năm 2022, hơn một triệu cây đã được trồng.
Một tác phẩm điêu khắc 21 m (70 bộ) có tên 'Tree of Trees' (tạm dịch: Cây của các Cây) được dựng bên ngoài Cung điện Buckingham cho lễ kỷ niệm tháng Sáu. Tác phẩm điêu khắc có 350 cây bản địa của Anh dưới dạng một cây khổng lồ, phản ánh hơn một triệu cây được trồng trong chiến dịch Vòm Lục. Các cây này sẽ được tặng cho các nhóm cộng đồng chọn lọc để trồng sau lễ kỷ niệm.

#### Xu và tem Hân hoan
Xưởng Đúc tiền Hoàng gia đã phát hành một trong những bộ sưu tập kỷ niệm lớn nhất từ trước đến nay, bao gồm các vương miện kỷ niệm £5 và những đồng xu 50p; lần đầu tiên một sự kiện hoàng gia được kỷ niệm trên đồng xu 50p. Đồng xu 50p được thiết kế để có biểu mã hoàng gia của Nữ vương trong số 0 của số 70 ở mặt sau. Vương miện (đồng xu) trị giá 5 bảng Anh có hình chiếc khiên được chia làm bốn phần của quốc huy ở mặt sau. Cả hai đồng tiền đều cho thấy Nữ vương trên lưng ngựa trên mặt trước.
Xưởng Đúc tiền Hoàng gia cũng sản xuất một đồng xu 15 kg có đường kính 220mm, do một nhà sưu tập tư nhân của Vương quốc Anh ủy quyền. Đây là đồng xu lớn nhất mà Xưởng từng sản xuất. Đồng xu mệnh giá 15.000 bảng Anh được thiết kế bởi nghệ nhân đúc tiền John Bergdahl và mất gần 400 giờ để chế tạo. Mặt trước có thiết kế kỷ niệm mô tả Nữ vương trên lưng ngựa, trong khi mặt sau mô tả biểu mã của Nữ vương được bao quanh bởi các biểu tượng hoa của bốn quốc gia của Vương quốc Anh.
Xưởng cũng phát hành một loạt ba đồng xu mới, có tựa đề The Queen's Reign (tạm dịch: Triều Đại của Nữ Vương). Đồng tiền đầu tiên tập trung vào vai trò Nữ vương như là 'đài phun của danh dự'. Đồng tiền thứ hai nhấn mạnh vai trò của Nữ vương với tư cách là người bảo trợ cho nhiều tổ chức từ thiện. Đồng tiền thứ ba kỷ niệm vai trò của Nữ vương với tư cách là Người đứng đầu Khối thịnh vượng chung, một tổ chức mà bà gọi là "gia đình của các quốc gia". Mỗi đồng xu trong bộ sưu tập có chữ ký của Nữ vương ở trung tâm; lần đầu tiên chữ ký của bà xuất hiện trên tiền đúc của Vương quốc Anh.
Vào tháng Hai năm 2022, Thư Hoàng gia đã phát hành tám con tem mới. Bộ tem mới có các bức ảnh của Nữ vương trong suốt thời kỳ trị vì của bà, để kỷ niệm các khía cạnh khác nhau trong các nhiệm vụ hoàng gia của bà, từ Diễu hành Sắc màu đến các chuyến công du trên khắp thế giới.

#### Những sự kiện trước tháng Sáu

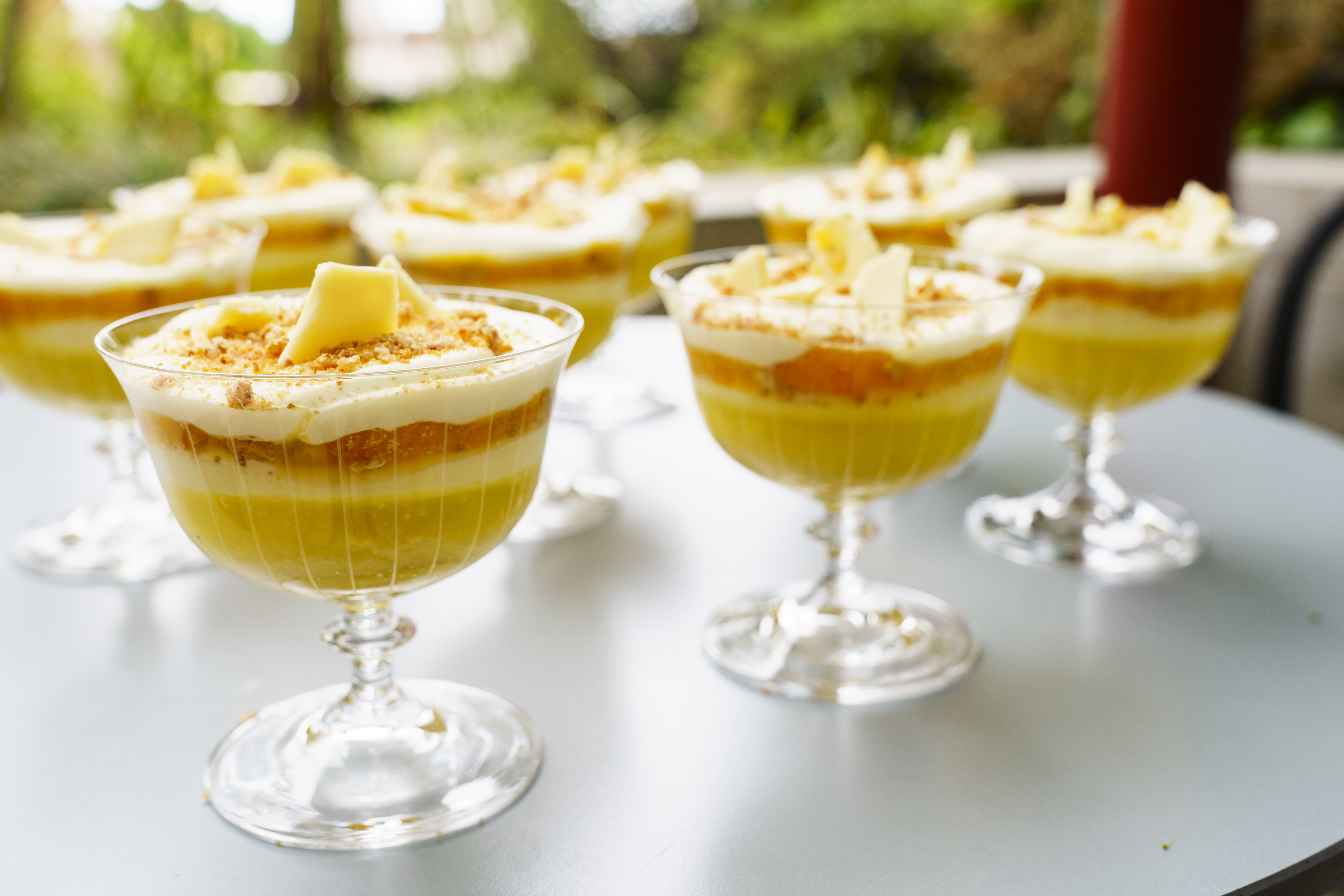
Pudding Bạch kim được trưng bày tại một sự kiện của Thư viện Anh vào tháng Năm năm 2022

Cuộc thi bánh pudding bạch kim đã được phát động vào ngày 10 tháng Một năm 2022 bởi The Big Jubilee Lunch (tạm dịch: Bữa Trưa Hân Hoan Lớn) và Fortnum & Mason trên khắp Vương quốc Anh nhằm tìm kiếm một loại bánh pudding để kỷ niệm Lễ Hân hoan. Năm ứng viên lọt vào vòng chung kết đã được chọn để trình bày sáng tạo của họ cho hội đồng giám khảo, với công thức chiến thắng sẽ được công bố rộng rãi tại Big Jubilee Lunches trong dịp cuối tuần Jubilee. Công thức chiến thắng, của Jemma Melvin từ Southport, là một bánh cuộn chanh Thụy Sĩ và bánh xốp kem Amaretti. Người chiến thắng đã được công bố vào ngày 12 tháng Năm trong bộ phim tài liệu của BBC One, The Jubilee Pudding: 70 Years in the Baking (tạm dịch: Pudding Hân hoan: Hành trình Nướng 70 Năm), với sự tham dự của Nữ công tước xứ Cornwall.